# Speccy
Speccy ist ein kostenfreies Programm zur detaillierten Systeminformation. Es wird von Piriform entwickelt und ist mit Systemen ab Windows XP kompatibel.

## Funktionen
Das Programm dient zur Hard- und Softwareanalyse des Computers und der angeschlossenen Geräte. Auch sind Messungen von Spannung, Temperatur und Lüfterdrehzahl im laufenden Betrieb möglich. Diese Ergebnisse können als Text oder XML-Datei abgespeichert werden.
Neben einer kostenfreien Variante von Speccy wird auch eine kostenpflichtige Professional-Variante mit erweitertem Funktionsumfang angeboten.

## Vergleichbare Programme
Programme mit ähnlichem Funktionsumfang sind Sandra Lite, AIDA64, CPU-Z oder PC Wizard 2014.